# Dilek Gürsoy
Dilek Gürsoy   (Neuss, 1976), és una cirurgiana cardíaca alemanya d'origen turc. El 2012 es va convertir en la primera dona cirurgiana d'Europa a implantar un cor artificial.

## Primers anys de vida
Dilek Gürsoy va néixer a Neuss el 1976 de pares, que van emigrar el 1969 de Fatsa, Ordu a Turquia per treballar a Alemanya com a Gastarbeiter. Un dels seus dos germans va morir durant la infància. El seu pare va morir d'aturada cardíaca sobtada quan ella tenia deu anys. La seva mare Zeynep era treballadora de la cadena de muntatge a la planta de Pierburg. Dilek va ser criada per la seva mare, que havia après ella mateixa a llegir i escriure perquè no se li va permetre anar a l'escola durant la seva infantesa a Turquia. Durant el seu període preescolar a la llar d'infants, va aprendre l'alemany i va conèixer una parella alemanya, que li va servir de guia en el món alemany i la societat de la seva ciutat natal. Va estudiar a la Martin-Luther-Grundschule per a primària i després va completar l'escola secundària al Quirinus-Gymnasium a Neuss. Va ser la primera de la seva família que va anar a la universitat, on es va centrar en la cirurgia cardiovascular. La seva futura carrera professional ha estat sempre la cirurgia des de la seva infantesa.

## Carrera mèdica
Després de graduar-se a la Universitat de Düsseldorf, va treballar com a ajudant de metge, especialista i directora mèdica assistent. A més, ha treballat amb Reiner Körfer a Bad Oeynhausen, Essen i Duisburg per desenvolupar un nou tipus de cor artificial sense cables i fonts d'energia externes. El 2017, va treballar a Bremen. Des de març de 2019, treballa com a cirurgiana consultora i com a directora del programa LVAD al departament de cirurgia cardíaca de la clínica Helios de Siegburg.

### Reconeixement
Després de sentir curiositat pel treball de Gürsoy, la cancellera d'Alemanya Angela Merkel la va convidar a una conversa el 21 de setembre de 2017. Va ser nomenada per rebre el premi "Medizinerin des Jahres 2019" ("Metgessa de l'any 2019") pel Club Mèdic Alemany el 18 de novembre de 2019 pel seu èxit com a primera dona metgessa d'Europa a implantar un cor artificial. Va ser honrada com una de les 100 dones de la BBC el desembre de 2022.

## Vida privada
A la Gürsoy li agrada viure a la seva ciutat natal, Neuss. Torna a la ciutat natal els caps de setmana quan ha de treballar a una altra ciutat.
És aficionada al futbol del Borussia Mönchengladbach, és sòcia abonada del club.